# جمع المعلومات (أمن الحاسوب)
جمع المعلومات (بالإنجليزية: Footprinting) هي تقنية تستخدم لجمع المعلومات عن أنظمة الحاسوب. للحصول على تلك المعلومات قد يستعمل المتسلل أدوات وتقنيات عديدة. تلك المعلومات تكون مفيدة جداً بالنسبة للمتسلل الذي يحاول اختراق النظام. بعض الأدوات التي تستعمل في جمع المعلومات هي: إن إس لوك أب، تريسروت، إن ماب وغيرها...

## التقنيات المستعملة في جمع المعلومات
- إستعلامات نظام أسماء النطاقات (DNS).
- إستعلامات الشبكة.
- إستعلامات WHOIS.
- إستعلامات بروتوكول إدارة الشبكات البسيط.
- فحص المنافذ.
- محركات البحث.
- بينج (أمر).

## الفائدة من جمع المعلومات
تسمح للمتسلل بالحصول على معلومات عن النظام المستهدف. تلك المعلومات يمكن أن تستخدم لشن الهجمات على النظام.